# Demerara
Demerara fue una antigua región en América del Sur en lo que es ahora parte íntegra de Guyana, colonizada por los neerlandeses en 1611 hasta que los británicos invadieron y capturaron el área en 1796. Estaba ubicada sobre los cursos inferiores del río Demerara, y su ciudad principal era Georgetown. Demerara era para aquel entonces una de las tres colonias que conformaban la Guayana Neerlandesa, las otras dos eran Berbice y Esequibo. Etimológicamente, el nombre Demerara proviene de una variante de la palabra arawak Immenary o Dumaruni.
El azúcar de Demerara se llama así debido a que originalmente venía de los campos de caña de azúcar en la colonia de Demerara.

## Historia
En 1781, la revolución americana indujo a la República de Holanda a unirse con el lado de los Borbones contra los británicos, en consecuencia una amplia flota al mando del almirante Lord Rodney fue enviada a las Indias Occidentales, y después de haber realizado algunos ataques en las islas del Caribe, un escuadrón fue enviado a tomar posesión de las colonias de Esequibo y Demerara, las cuales se llevaron a cabo sin mucha dificultad. En 1782, los franceses tomaron posesión de las colonias neerlandesas convenciendo a Robert Kinston para que se rindiera. La Paz de París, que ocurrió en 1783, restauró estos territorios a los neerlandeses, sin embargo los neerlandeses no pudieron mantenerse en el territorio por distintas causas y los británicos empezaron a ganar posición y finalmente a adueñarse de las tierras.
No obstante, los británicos les regresaron la colonia a los neerlandeses en 1802 bajo los términos de la Paz de Amiens, pero volvieron a tomar el control de él en 1804. Después de unos años, el 13 de agosto de 1814, la colonia fue cedida formalmente a los británicos por los Países Bajos. El 20 de noviembre de 1815, oficialmente los británicos combinaron las dos colonias de Esequibo y de Demerara para crear la Colonia Unida de Demerara-Esequibo. El 21 de julio de 1831, la región de Demerara-Esequibo se unió junto con la región de Berbice que aún seguía separada, conformándose la Guayana Británica, ahora Guyana.

## Personas destacadas
- James Douglas, Gobernador de la Colonia de la Isla Vancouver (1851-64) y la Colonia de la Columbia Británica (1858-64).
- Joseph Ketley, misionero congregacional, a mediados del siglo XIX.
- John Edmonstone, un esclavo liberado que le enseñó a Charles Darwin la taxidermia o como tener de material a animales muertos.

### Comandantes de Demerara
- Jonathan Samuel Storm van 's Gravesende (1752–1761)
- Laurens Lodewijk van Bercheijk (1761–1765)
- Jan Cornelis van den Heuvel (1765–1770)
- Paulus van Schuylenburgh (1772–1781)
- Antony Beaujon (22 de abril de 1796 – 27 de marzo de 1802)

### Gobernadores de Demerara
- Robert Kingston (27 de febrero de 1781 – 1782)
- Louis Antoine Dazemard de Lusignan (1782)
- Armand Guy Simon de Coëtnempren, comte de Kersaint (b. 1742 – d. 1793) (1782)
- Georges Manganon de la Perrière (1783–1784)